# US-amerikanische Badmintonmeisterschaft 1982
Die US-amerikanische Badmintonmeisterschaft 1982 fand Anfang April 1982 in Countryside, Illinois, statt.

## Finalresultate
| Disziplin    | Sieger                   | Finalist                     | Ergebnis           |
| ------------ | ------------------------ | ---------------------------- | ------------------ |
| Herreneinzel | Gary Higgins             | Tony Alston                  | 15-5, 15-13        |
| Dameneinzel  | Cheryl Carton            | Judianne Kelly               | 11-8, 11-8         |
| Herrendoppel | Don Paup Bruce Pontow    | Danny Brady Mike Adams       | 15-12, 15-11       |
| Damendoppel  | Pam Brady Judianne Kelly | Nancy Narkowich Monica Ortez | 18-15, 10-15, 15-5 |
| Mixed        | Danny Brady Pam Brady    | Mike Walker Judianne Kelly   | 15-12, 8-15, 15-12 |